# Монтгомері-Вілледж (Меріленд)
Монтгомері-Вілледж (англ. Montgomery Village) — переписна місцевість (CDP) в США, в окрузі Монтгомері штату Меріленд. Населення — 34 893 особи (2020).

## Географія
Монтгомері-Вілледж розташоване за координатами 39°11′15″ пн. ш. 77°12′26″ зх. д. / 39.18750° пн. ш. 77.20722° зх. д. (39.187415, -77.207136).  За даними Бюро перепису населення США в 2010 році переписна місцевість мала площу 10,51 км², з яких 10,35 км² — суходіл та 0,17 км² — водойми.

## Демографія
Згідно з переписом 2010 року, у переписній місцевості мешкали 32 032 особи в 11 817 домогосподарствах у складі 7873 родин. Густота населення становила 3046 осіб/км².  Було 12471 помешкання (1186/км²).
Расовий склад населення:
| - 49,9 % — білих - 23,8 % — чорних або афроамериканців - 10,8 % — азіатів - 0,4 % — корінних американців - 0,1 % — вихідців з тихоокеанських островів - 10,3 % — осіб інших рас |

До двох чи більше рас належало 4,7 %. Частка іспаномовних становила 24,4 % від усіх жителів.
За віковим діапазоном населення розподілялося таким чином: 24,2 % — особи молодші 18 років, 66,7 % — особи у віці 18—64 років, 9,1 % — особи у віці 65 років та старші. Медіана віку мешканця становила 35,7 року. На 100 осіб жіночої статі у переписній місцевості припадало 93,2 чоловіків;  на 100 жінок у віці від 18 років та старших — 89,8 чоловіків також старших 18 років.
Середній дохід на одне домашнє господарство  становив 94 775 доларів США (медіана — 74 978), а середній дохід на одну сім'ю — 103 743 долари (медіана — 83 644). Медіана доходів становила 50 967 доларів для чоловіків та 50 307 доларів для жінок. За межею бідності перебувало 6,4 % осіб, у тому числі 9,4 % дітей у віці до 18 років та 6,2 % осіб у віці 65 років та старших.
Цивільне працевлаштоване населення становило 18 339 осіб. Основні галузі зайнятості: освіта, охорона здоров'я та соціальна допомога — 20,2 %, науковці, спеціалісти, менеджери — 20,0 %, роздрібна торгівля — 11,1 %, мистецтво, розваги та відпочинок — 10,2 %.